# Fabio González-Zuleta
Fabio González-Zuleta (* 2. November 1920 in Bogotá, Kolumbien; † 17. November 2011 ebenda) war ein kolumbianischer Komponist, Musikpädagoge und Organist.

## Leben
González begann seine musikalische Ausbildung im Alter von neun Jahren an einer Musikschule in San Francisco. 1932 wurde er Schüler am Konservatorium der Universidad Nacional de Colombia, dem er sein Leben lang verbunden blieb. Er studierte Klavier bei Guillermo Uribe Holguín, Violine bei Demetrio Haralambis und Orgel bei Egisto Giovanetti, dem aus Italien stammenden Organisten der Catedral Primada de Bogotá.
1943 begann er am Konservatorium als Profesor-Estudiante zu unterrichten und hatte bis zum Jahr 1986 Professuren in den Fächern Komposition, Harmonielehre, Kontrapunkt und Fuge und Musiktheorie inne. Von 1957 bis 1967 war er Direktor des Konservatoriums, von 1967 bis 1971 Vizedekan der Facultad de Artes der Universität.
1944 erlangte González den Abschluss als Konzertorganist. Im gleichen Jahr erhielt er für seine Suite Andina den zweiten Preis im Concurso de composición Ezequiel Bernal. 1959 wurden seine Tres canciones a cappella beim Musikfestival von Aspen aufgeführt, zwei Jahre später seine dritte Sinfonie und das Quintett Abstracto beim zweiten Inter-American Music Festival in Washington. Zur Einweihung der Biblioteca Luis Ángel Arango spielte der Organist Carl Weinrich die Uraufführung der Obertura de Inauguración.
Zwischen 1957 und 1961 wirkte González an der Herstellung der Fernsehserie Música des Senders Televisora Nacional mit. 1961 hielt er außerdem Gastvorlesungen in mehreren Universitäten der USA. 1966 nahm er an einem Kurs für elektroakustische Musik bei Karlheinz Stockhausen in Köln und an den Darmstädter Ferienkursen teil. Weiterhin entstanden in den 1960er Jahren mehrere Filmmusiken.
Daneben verfolgte González auch wissenschaftliche Interessen. Er war von 1949 bis 1952 Sekretär des Observatorio Astronómico Nacional und wurde 1951 Mitglied der Sociedad Geográfica de Colombia. Im Auftrag des  Instituto Colombiano de Antropología und der Radiotelevisora Nacional unternahm er mehrere Expeditionen an die kolumbianische
Pazifikküste, um ethnologische Daten zu sammeln.
Ein Schlaganfall 1974 unterbrach González’ berufliche Aktivitäten, jedoch nahm er 1976 die Lehrtätigkeit am Konservatorium wieder auf. 1979 wurde er mit der Medalla Patronato Colombiano de Artes y Ciencias ausgezeichnet.
Fabio González Zuleta starb am 17. November 2011.

## Werke
- Tres canciones (nach Heinrich Heine, Mary Shelley und Alphonse de Lamartine), für Sopran und Orchester, 1943
- Quinteto con piano, 1952
- Suite en tres movimientos, für Orchester, 1953
- Andante y fuga für Orchester, 1954
- Preludio ballet für Orchester, 1954
- Estampa Heróica, sinfonische Dichtung, 1955
- Sinfonía No.1 "La Catedral de Sal", 1956
- Rapsodia Griega für Kontraalt oder Tenor, Männerchor und Orchester, 1957
- Te Deum für Sopran, Kontraalt, Tenor, Bass, gemischten Chor und Orchester, 1957
- Tres canciones de historia (nach Lorenzo Martín, Ladrón de Guevara und José María Gruesso) für gemischten Chor 1957
- Concierto Seráfico für Violine und Orchester, 1958
- Sonata für Klarinette und Klavier, 1958
- Sonata para piano en un movimiento, 1958
- Sinfonía No.2, 1959
- Concierto para piano, 1959
- Dos poemas del niño y del amor, sinfonische Dichrtung, 1960
- Sonata Antigua für Kontrabass und Klavier, 1960
- Compás für Flöte und Klavier, 1960
- Quinteto Abstracto, 1960
- Misa de Gloria für gemischten Chor, 1960, coro mixto.
- Schauspielmusik zu Asesinato en la catedral von T. S. Eliot, 1960
- Sinfonía No.3, 1961
- Salmo 116 für gemischten Chor und Orchester, 1962
- Schauspielmusik zu El caballero de Olmedo von Lope de Vega, 1962
- Filmmusik zu Almas indígenas von Vidal Rozo, 1962
- Sinfonía No.4 "del Café", 1963
- Filmmusik zu El valle de los Arhuacos von Vidal Rozo, 1963
- Sinfonía No.5, 1965
- Obertura de inauguración für Orgel, 1965
- Ensayo electrónico, 1965
- Sinfonía No.6 "del Viejo Mundo", 1967
- Concerto grosso für Cembalo und Streichorchester, 1967
- Bosquejo sinfónico, 1967
- Cuatro Líricas, 1968
- Sinfonía No.7 "Encolada", 1969
- Sinfonía No.8 "Transfiguración", 1971
- Introducción y Bambuco nach einem Thema von Alfred Greenfield für Chor, Perkussion und Streicher, 1971
- Filmmusik zu Balcones de Cartagena von Francisco Norden, 1971
- Ballet Manuela Beltrán, 1972
- Ballettmusik zu Manuela Beltrán von Joaquín Piñeros Corpas, 1972
- Sinfonía No.9, 1974